# Ulster (Nueva York)
Ulster es un pueblo ubicado en el condado de Ulster en el estado estadounidense de Nueva York. En el año 2000 tenía una población de 12,544 habitantes y una densidad poblacional de 180.7 personas por km².

## Geografía
Ulster se encuentra ubicado en las coordenadas 41°57′38″N 74°0′39″O / 41.96056, -74.01083. Según la Oficina del Censo, la ciudad tiene un área total de 74,8 km² (28,9 mi²), de la cual 69,4 km² (26,8 mi²) es tierra y 5,4 km² (2,1 mi²) (7.20%) es agua.

## Demografía
Según la Oficina del Censo en 2000 los ingresos medios por hogar en la localidad eran de $43,707, y los ingresos medios por familia eran $51,095. Los hombres tenían unos ingresos medios de $38,655 frente a los $26,146 para las mujeres. La renta per cápita para la localidad era de $22,069. Alrededor del 9% de la población estaban por debajo del umbral de pobreza.